# Gundam
Mobile Suit Gundam (機動 戦 士 ガ ン ダ ム, Kidō Senshi Gandamu) Ou simplesmente Gundam (ガ ン ダ ム) É uma franquia de animação japonês criado por Yoshiyuki Tomino e Hajime Yatate pelo estúdio Sunrise em 1979. Pertencente ao gênero mecha e ficção militar, ele apresenta vários elementos clássicos da ficção-científica - guerras espaciais, universo cientificamente avançado - mas inova por sua vontade de realismo, também através da narração,  através dos elementos tecnológicos. Os robôs gigantes, essência do gênero mecha, são, portanto, pela primeira vez reduzidos ao grau de armas de uso militar. Essa ideia inovadora, que reflete a abertura do público tradicional de séries animadas para adultos, dá origem a um sub-gênero da ficção científica japonesa chamado "Real Robot".
Após um início difícil, com reações mistas à serie original durante sua exibição na TV, Gundam teve sucesso no início da década de 1980 e continua sendo uma franquia de sucesso até hoje. Assim, cerca de trinta séries, OVA e filmes foram feitos para a franquia, bem como dezenas de mangás, novelas, videogames e até mesmo parodias via SD Gundam. Enquanto as produções audiovisuais estão no centro da saga, Gundam, é de fato, baseado no segundo pilar representado por produtos derivados, particularmente pelo modelos plásticos dos robôs, chamados Gunpla ( Gundam Plastic Models). Economicamente, a franquia é a licença mais rentável da multinacional  Bandai Namco, gerando hoje cerca de 50 bilhões de ienes anualmente. A maioria dos críticos se concentra nessa percepção da demanda econômica que tem precedência sobre a criatividade.

## História
Gundam é uma série sobre robôs gigantes (mecha), uma das maiores séries de ficção científica japonesa, cujo status caminha lado a lado com os "gigantes" Kamen Rider e Ultraman.
Gundam é uma grande história de ficção científica dotada de universo próprio, bem concebido e elaborado minuciosamente por seus criadores.
Gundam se divide em dois tipos de série: Universal Century (UC), a cronologia principal; e Alternative Universe (AU), os shows que se passam em outras realidades mas ainda pertencem à franquia Gundam.  Entre os exemplos de séries do Universal Century, estão Mobile Suit Gundam (1979), Gundam 0079, Zeta Gundam e ZZ Gundam. Séries AU de destaque são Gundam Wing, Gundam SEED e Gundam 00.

## A compra pela Bandai
Em 1994 a produtora original Sunrise, conhecida também como a responsável por animes como Samurai Warriors, Gasaraki e Escaflowne, foi comprada pela gigante do entretenimento Bandai.
A Bandai aumentou ainda mais a presença de Gundam em todas as mídias, criando universos alternativos para a saga e entupindo o mercado com Garage Kits.
A outra medida tomada pela Bandai foi a contratação de times criativos diferentes para a série. A empresa contratava os expoentes da indústria naquele momento, para que eles produzissem suas próprias séries de Gundam, imersas ou não na continuidade original do universo ficcional.
Dessa forma, a Bandai franqueou a série para aumentar os lucros e reaproveitar idéias fortes, já estabelecidas junto ao público e de sucesso garantido, gerando séries como Gundam Iron-Blooded Orphans, G Gundam, Gundam Wing e muitas outras.

## Lista filmográfica de sub-séries
Abaixo estão classificadas todas as series de Gundam pelos seus respectivos universos. A ordem das series esta de acordo com o ano de produção do anime.
Lembrando que séries que não pertencem ao "Universal Century" são séries de universos alternativos, com características e histórias proprias não sendo necessario nenhum conhecimento prévio de outras séries para assisti-las.

### Universal Century (UC)
| Nome oficial no ocidente                 | Nome original                        | Formato     | Ano               | Lançamento                     |
| ---------------------------------------- | ------------------------------------ | ----------- | ----------------- | ------------------------------ |
| Mobile Suit Gundam                       | Kidō Senshi Gundam                   | TV + Filmes | AD 2079 (UC 0079) | 1979 (TV), 1981, 1982 (Filmes) |
| Mobile Suit Zeta Gundam                  | Kidō Senshi Z Gundam                 | TV + Filmes | AD 2087 (UC 0087) | 1985 (TV), 2004, 2006 (Filmes) |
| Mobile Suit Gundam ZZ                    | Kidō Senshi Gundam ZZ                | TV          | AD 2088 (UC 0088) | 1986                           |
| Mobile Suit Gundam: Char's Counterattack | Kidō Senshi Gundam Gyakushū no Shā   | Filme       | AD 2093 (UC 0093) | 1988                           |
| Mobile Suit Gundam 0080                  | Kidō Senshi Gundam 0080              | OVA         | AD 2080 (UC 0080) | 1989                           |
| Mobile Suit Gundam F91                   | Kidō Senshi Gundam F91               | Filme       | AD 2123 (UC 0123) | 1991                           |
| Mobile Suit Gundam 0083                  | Kidō Senshi Gundam 0083              | OVA         | AD 2083 (UC 0083) | 1992                           |
| Mobile Suit Victory Gundam               | Kidō Senshi V Gundam                 | TV          | AD 2153 (UC 0153) | 1993                           |
| Mobile Suit Gundam 08th MS Team          | Kidō Senshi Gundam 8th MS Team       | OVA + Filme | AD 2079 (UC 0079) | 1996 (TV), 1998 (Filme)        |
| Mobile Suit Gundam MS IGLOO              | Kidō Senshi Gundam MS IGLOO          | OVA         | AD 2079 (UC 0079) | 2008                           |
| Mobile Suit Gundam Unicorn               | Kidō Senshi Gundam Unicorn           | OVA         | AD 2096 (UC 0096) | 2010                           |
| Mobile Suit Gundam: Hathaway             | Kidō Senshi Gandamu Senkō no Hasawei | Filme       | AD 2105 (UC 0105) | 2021                           |

### Future Century (FC)
| Nome oficial no ocidente | Nome original         | Formato | Ano     | Lançamento |
| ------------------------ | --------------------- | ------- | ------- | ---------- |
| Mobile Fighter G Gundam  | Kidō Butōden G Gundam | TV      | FC 0060 | 1994       |

### After Colony (AC)
| Nome oficial no ocidente                  | Nome original                           | Formato     | Ano               | Lançamento               |
| ----------------------------------------- | --------------------------------------- | ----------- | ----------------- | ------------------------ |
| New Mobile Report Gundam Wing             | Shin Kidō Senki Gundam W                | TV, OVA     | AD 2195 (AC 0195) | 1995 (TV), 1996 (OVA)    |
| New Mobile Report Gundam W: Endless Waltz | Shin Kidō Senki Gundam W: Endless Waltz | OVA + Filme | AD 2196 (AC 0196) | 1997 (OVA), 1998 (Filme) |

### After War (AW)
| Nome oficial no ocidente | Nome original           | Formato | Ano     | Lançamento |
| ------------------------ | ----------------------- | ------- | ------- | ---------- |
| After War Gundam X       | Kidō Shinseiki Gundam X | TV      | AW 0015 | 1996       |

### Common Century (CC)
| Nome oficial no ocidente | Nome original | Formato     | Ano     | Lançamento               |
| ------------------------ | ------------- | ----------- | ------- | ------------------------ |
| Turn A Gundam            | ∀ Gundam      | TV + Filmes | CC 2345 | 1999 (TV), 2001 (Filmes) |

### Cosmic Era (CE)
| Nome oficial no ocidente           | Nome original                   | Formato              | Ano     | Lançamento                              |
| ---------------------------------- | ------------------------------- | -------------------- | ------- | --------------------------------------- |
| Mobile Suit Gundam SEED            | Kidō Senshi Gundam SEED         | TV + Special Edition | CE 0071 | 2002 (TV), 2004 (Special Edition)       |
| Mobile Suit Gundam SEED Destiny    | Kidō Senshi Gundam SEED Destiny | TV + Special Edition | CE 0073 | 2004 (TV), 2006, 2007 (Special Edition) |
| Mobile Suit Gundam SEED Stargazer  | Kidō Senshi Gundam SEED         | ONA                  | CE 0073 | 2006                                    |
| Mobile Suit Gundam SEED: The Movie | Kidō Senshi Gundam SEED MOVIE   | Filme                | CE XXXX | Não divulgado                           |

### Anno Domini (AD) / Depois de Cristo (DC)
| Nome oficial no ocidente | Nome original         | Formato | Ano     | Lançamento         |
| ------------------------ | --------------------- | ------- | ------- | ------------------ |
| Mobile Suit Gundam 00    | Kidō Senshi Gundam 00 | TV      | AD 2307 | 2007, 2010 (filme) |

### Advanced Generation (AG)
| Nome oficial no ocidente | Nome original          | Formato | Ano                                                                        | Lançamento |
| ------------------------ | ---------------------- | ------- | -------------------------------------------------------------------------- | ---------- |
| Mobile Suit Gundam Age   | Kidō Senshi Gundam Age | TV      | AG 115(1st generation); AG 140-151(2nd Generation); AG 164(3rd generation) | 2011       |

## Side Stories
Kadokawa Sneaker Bunko
- Kidou Senshi Gundam (3 volumes)
- Mikkai Amuro to Lalah (2 volumes) - "O encontro secreto de Amuro e Lalah"
- Kidou Senshi Gundam 0083 (3 volumes)
- Kidou Senshi Gundam Z Gundam (5 volumes)*
- Kidou Senshi Gundam Gundam ZZ (2 volumes)**
- Mobile Suit Gundam: Char's Counterattack - Beltorchika's Children***
- Mobile Suit Gundam: Hathaway's Flash (3 volumes)
- Kidou Senshi Gundam F91 Crossbone Vanguard (2 volumes)
- Kidou Senshi V Gundam (5 volumes)
- Gaia Gear

Kodansha Bunko
- Mobile Suit Gundam Side Story: Blue Destiny
- Kidou Senshi Gundam Z Gundam (5 volumes)*
- Kidou Senshi Gundam Gundam ZZ (vol. I e II)**
- Animage Bunko
- Mobile Suit Gundam: Char's Counterattack - Beltorchika's Children (3 volumes)***

Anime/Hobby/Model Magazine
- For t he Barrel
- Advance of Zeta: The Flag of Titans
- Gundam Sentinel
- Mobile Suit Gundam: The 08th MS Team: Trivial Operation
- Altre Side Stories
- Green Divers
- Kidou Senshi Gundam (3 volumes) II edição

## Lista de jogos
| Nome                                                                                  | Plataforma       | Genero            | Lançamento |
| ------------------------------------------------------------------------------------- | ---------------- | ----------------- | ---------- |
| Gundam SD - Knight Gundam Gaiden                                                      | SNES             | RPG               | 1994       |
| SD Kidou Senshi Gundam - V Sakusen                                                    | SNES             | Plataforma        | s/d        |
| Kidou Senshi Gundam 2                                                                 | SNES             | Plataforma        | s/d        |
| Kidou Senshi V-Gundam                                                                 | SNES             | Plataforma        | s/d        |
| Kidou Butouden G-Gundam                                                               | SNES             | Luta              | s/d        |
| Gundam Wing: Endless Duel                                                             | SNES             | Luta              | 1996       |
| Mobile Suit Gundam: Gundam vs. Z Gundam                                               | GameCube, PS2    | Luta              | 2004       |
| Mobile Suit Gundam Seed Destiny: Generation Of C.E.                                   | PlayStation 2    | RPG               | s/d        |
| Mobile Suit Gundam: AEUG VS TITAN                                                     | PlayStation 2    | Luta              | s/d        |
| Dynasty Warriors: Gundam 2                                                            | PlayStation 2    | Musou             | s/d        |
| Mobile Suit Gundam: Gihrens Ambition                                                  | Saturn           | Estratégia Turnos |            |
| Gundam Green Divers                                                                   | PC               | s/d               | s/d        |
| Gundam                                                                                | X-Box            | s/d               | s/d        |
| SD Gundam Revolution                                                                  | Wii              | s/d               | s/d        |
| Kidou Gekidan Haro Ichiza - Gundam Mahjong DS - Oyaji ni mo Agarareta Koto nai no ni! | Nintendo DS      | s/d               | s/d        |
| SD Gundam G-Generation DS                                                             | Nintendo DS      | s/d               | s/d        |
| Mobile Suit Gundam Gaiden Vol. 2                                                      | Saturn           | s/d               | s/d        |
| Mobile Suit Gundam Gaiden Vol. 3                                                      | Saturn           | s/d               | s/d        |
| Mobile Suit Gundam Side Story 1                                                       | Saturn           | s/d               | s/d        |
| Mobile Suit Gundam Side Story 2                                                       | Saturn           | s/d               | s/d        |
| Mobile Suit Gundam Side Story 3                                                       | Saturn           | s/d               | s/d        |
| Mobile Suit Z-Gundam                                                                  | Saturn           | s/d               | s/d        |
| SP Gundam G Century S                                                                 | Saturn           | s/d               | s/d        |
| Kidou Senshi Gundam Gaiden Vol.2                                                      | Saturn           | s/d               | s/d        |
| Kidou Senshi Gundam Gaiden Vol.3                                                      | Saturn           | s/d               | s/d        |
| Kidou Senshi Gundam: Giren no Yabou                                                   | Saturn           | s/d               | s/d        |
| Kidou Senshi Z-Gundam                                                                 | Saturn           | s/d               | s/d        |
| Gundam Battle Online                                                                  | Dreamcast        | s/d               | s/d        |
| Gundam - Side Story 0079                                                              | Dreamcast        | s/d               | s/d        |
| Mobile Suit Gundam 0079 Card Builder                                                  | Naomi 2 (Arcade) | s/d               | s/d        |
| Mobile Suit Gundam Seed: Never Ending Tomorrow                                        | PlayStation 2    | s/d               | s/d        |
| Mobile Suit Gundam: Climax U.C.                                                       | PlayStation 2    | s/d               | s/d        |
| Mobile Suit Gundam: Encounters in Space                                               | PlayStation 2    | s/d               | s/d        |
| Mobile Suit Gundam: Journey to Jaburo                                                 | PlayStation 2    | s/d               | s/d        |
| Mobile Suit Gundam: The One Year War                                                  | PlayStation 2    | s/d               | s/d        |
| Mobile Suit Gundam: Zeonic Front                                                      | PlayStation 2    | s/d               | s/d        |
| Mobile Suit Gundam SEED: Never Ending Tomorrow                                        | PlayStation 2    | s/d               | s/d        |
| Superior Defender Gundam Force                                                        | PlayStation 2    | s/d               | s/d        |
| Gundam Battle Tactics                                                                 | PSP              | s/d               | s/d        |
| Mobile Suit Gundam                                                                    | PSP              | s/d               | s/d        |
| Mobile Suit Gundam                                                                    | PS3              | s/d               | s/d        |
| Gundam VS Gundam                                                                      | PSP              | Luta              | 2008       |
| Gundam Battle Assault                                                                 | PS1              | Luta              | s/d        |
| Gundam Battle Assault 2                                                               | PS1              | Luta              | s/d        |
| SD Gundam Capsule Fighter                                                             | PC               | Luta              | s/d        |

## Jogo de Cartas
Gundam M.S. War Trading Card Game é um TCG relacionado a Gundam. Ele dá a chance de criar sua própria equipe Mobile Suit (M.S.) e jogar bastante contra amigos, assim como todo TCG. Os Starters são compostos por cards de dois tipos: Wing Gundam (WG) e OZ Corps.
Quanto à dificuldade, oferecem três níveis: Rookie, Ace e Newtype, o que permite variar bastante a complexidade dos jogos.